# مهندس رزمی

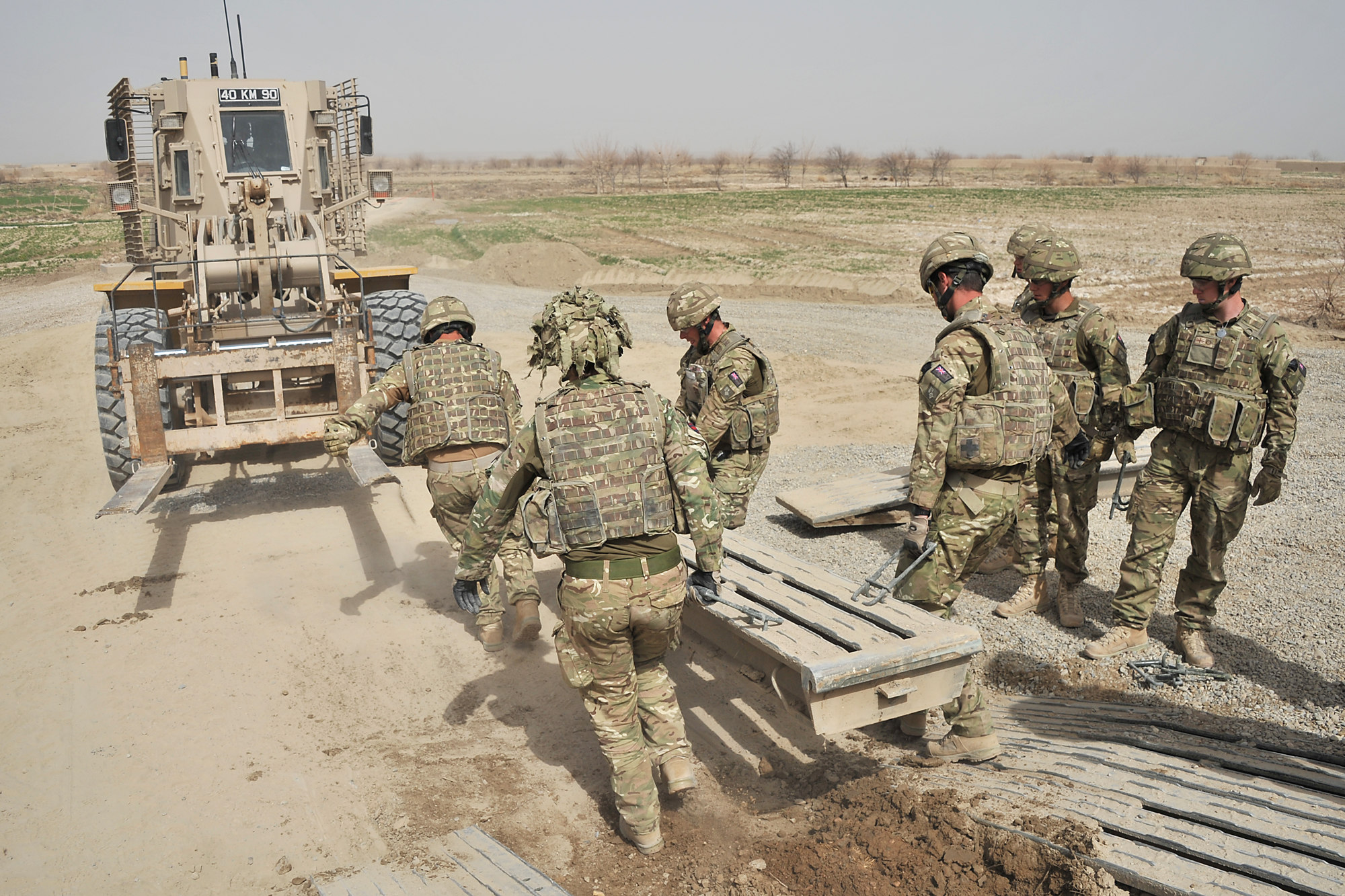
مهندسان رزمی نیروی زمینی بریتانیا در حال آماده‌سازی سایت برای احداث پل در افغانستان

مهندس رزمی (انگلیسی: Combat engineer) نوعی سرباز یا نیروی رزمی است که وظایف مهندسی نظامی را برای پشتیبانی از عملیات رزمی نیروهای زمینی انجام می‌دهد. مهندسان رزمی انواع مختلفی از وظایف مهندسی نظامی، جنگ تونل و مین‌گذاری، همچنین وظایف ساخت‌وساز و تخریب را در داخل و خارج از مناطق جنگی انجام می‌دهند.
مهندسان رزمی حرکت نیروهای خودی را تسهیل می‌کنند و در عین حال مانع حرکت دشمن می‌شوند. آنها همچنین برای اطمینان از بقای نیروهای خودی، ساختن مواضع جنگی، استحکامات و جاده‌ها تلاش می‌کنند. آنها ماموریت‌های تخریب و پاکسازی میدان‌های مین را به صورت دستی یا با استفاده از وسایل نقلیه تخصصی و خودروهای مهندسی رزمی انجام می‌دهند. ماموریت‌های مهندسی رزمی مشترک شامل ساخت و شکستن سنگرها، تله‌های تانک و دیگر موانع و استحکامات است، همچنین شامل استقرار موانع و ساخت پناهگاه، پاک‌سازی مسیر و شناسایی، ساخت یا تخریب پل و جاده، استقرار و پاکسازی مین‌های زمینی می‌باشند. به‌طور معمول، مهندسان رزمی در تاکتیک‌های پیاده‌نظام نیز آموزش می‌بینند و در صورت نیاز به‌عنوان پیاده‌نظام موقت خدمت می‌کنند.